# Communes de la province de Trévise
- Haut – A
- B
- C
- D
- E
- F
- G
- H
- I
- J
- K
- L
- M
- N
- O
- P
- Q
- R
- S
- T
- U
- V
- W
- X
- Y
- Z

## A
- Altivole
- Arcade
- Asolo

## B
- Borso del Grappa
- Breda di Piave

## C
- Caerano di San Marco
- Cappella Maggiore
- Carbonera
- Casale sul Sile
- Casier
- Castelcucco
- Castelfranco Veneto
- Castello di Godego
- Cavaso del Tomba
- Cessalto
- Chiarano
- Cimadolmo
- Cison di Valmarino
- Codognè
- Colle Umberto
- Conegliano
- Cordignano
- Cornuda
- Crespano del Grappa
- Crocetta del Montello

## F
- Farra di Soligo
- Fagarè della Battaglia
- Follina
- Fontanelle
- Fonte
- Fregona

## G
- Gaiarine
- Giavera del Montello
- Godega di Sant'Urbano
- Gorgo al Monticano

## I
- Istrana

## L
- Loria

## M
- Mansuè
- Mareno di Piave
- Maser
- Maserada sul Piave
- Meduna di Livenza
- Miane
- Mogliano Veneto
- Monastier di Treviso
- Monfumo
- Montebelluna
- Morgano
- Moriago della Battaglia
- Motta di Livenza

## N
- Nervesa della Battaglia

## O
- Oderzo
- Ormelle
- Orsago

## P
- Paderno del Grappa
- Paese
- Pederobba
- Pieve di Soligo
- Ponte di Piave
- Ponzano Veneto
- Portobuffolé
- Possagno
- Povegliano
- Preganziol

## Q
- Quinto di Treviso

## R
- Refrontolo
- Resana
- Revine Lago
- Riese Pio X
- Roncade
- Rovarè di San Biagio di Callalta

## S
- Salgareda
- San Biagio di Callalta
- San Fior
- San Pietro di Feletto
- San Polo di Piave
- San Vendemiano
- San Zenone degli Ezzelini
- Santa Lucia di Piave
- Sarmede
- Segusino
- Sernaglia della Battaglia
- Silea
- Spresiano
- Susegana

## T
- Tarzo
- Trevignano
- Trévise
- Tovena

## V
- Valdobbiadene
- Vazzola
- Vedelago
- Vidor
- Villorba
- Vittorio Veneto
- Volpago del Montello

## Z
- Zenson di Piave
- Zero Branco